# واوکولورس
وُکولُر (به فرانسوی: Vaucouleurs) یک کامین در فرانسه است که در Canton of Vaucouleurs واقع شده‌است.

## خصوصیات
وُکولور ۳۹ کیلومترمربع مساحت و ۲٬۲۸۹ نفر جمعیت دارد.